# 街里街道
街里街道，是中华人民共和国黑龙江省鸡西市梨树区下辖的一个乡镇级行政单位。

## 行政区划
街里街道下辖以下地区：
自动社区和中南社区。